# Swiss Timing
 (signalé en août 2025).
Si vous disposez d'ouvrages ou d'articles de référence ou si vous connaissez des sites web de qualité traitant du thème abordé ici, merci de compléter l'article en donnant les références utiles à sa vérifiabilité et en les liant à la section « Notes et références ».
- Archive Wikiwix
- Bing
- Cairn
- DuckDuckGo
- E. Universalis
- Gallica
- Google
- G. Books
- G. News
- G. Scholar
- Persée
- Qwant
- (zh) Baidu
- (ru) Yandex
- (wd) trouver des œuvres sur Wikidata

Pour les articles homonymes, voir OSA.
Swiss Timing LTD est une filiale du Swatch Group, active dans le chronométrage sportif. Son siège social est à Corgémont en Suisse.

Swiss Timing en bord de piste de vélodrome
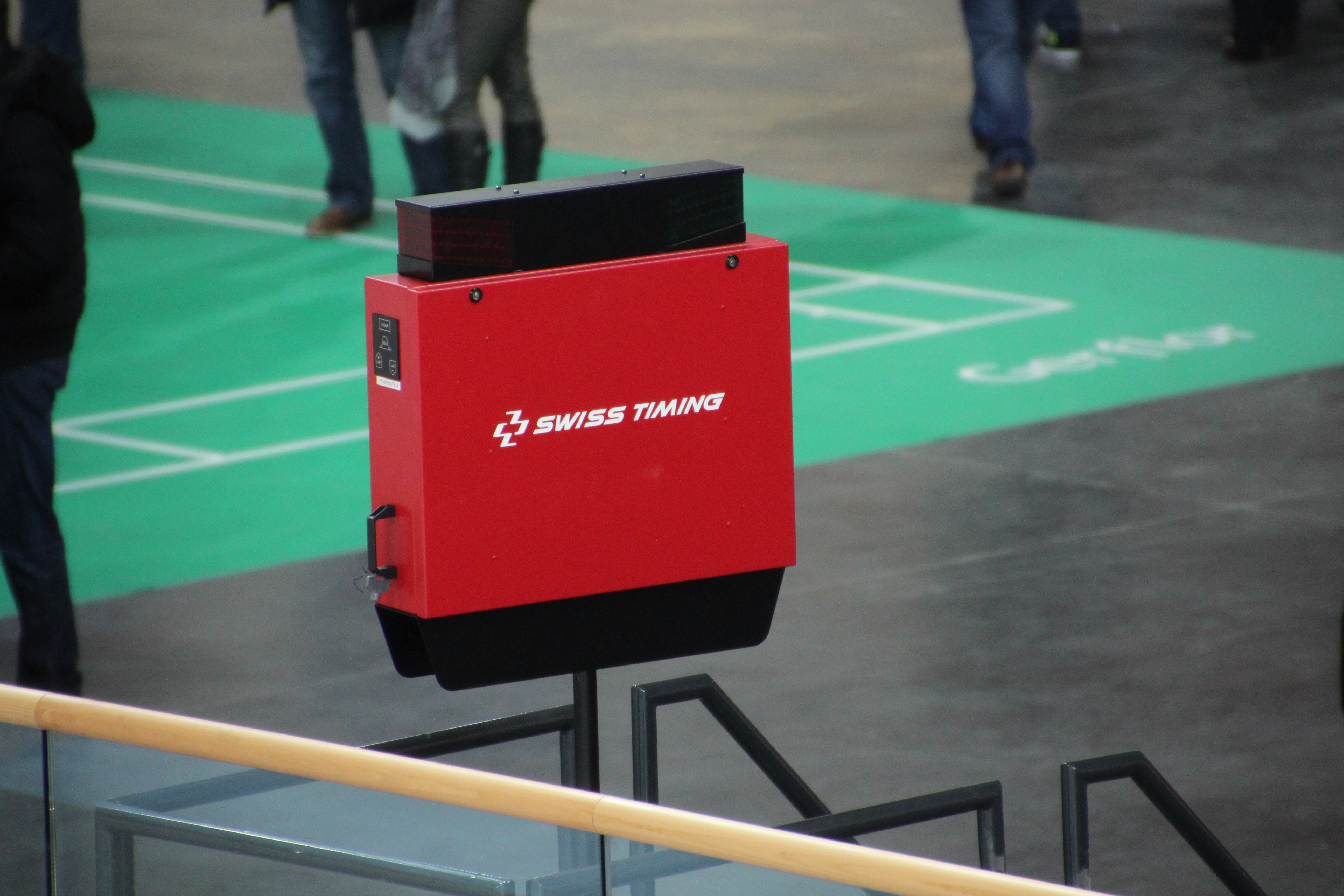
Équipement Swiss Timing au vélodrome de Saint-Quentin-en-Yvelines …
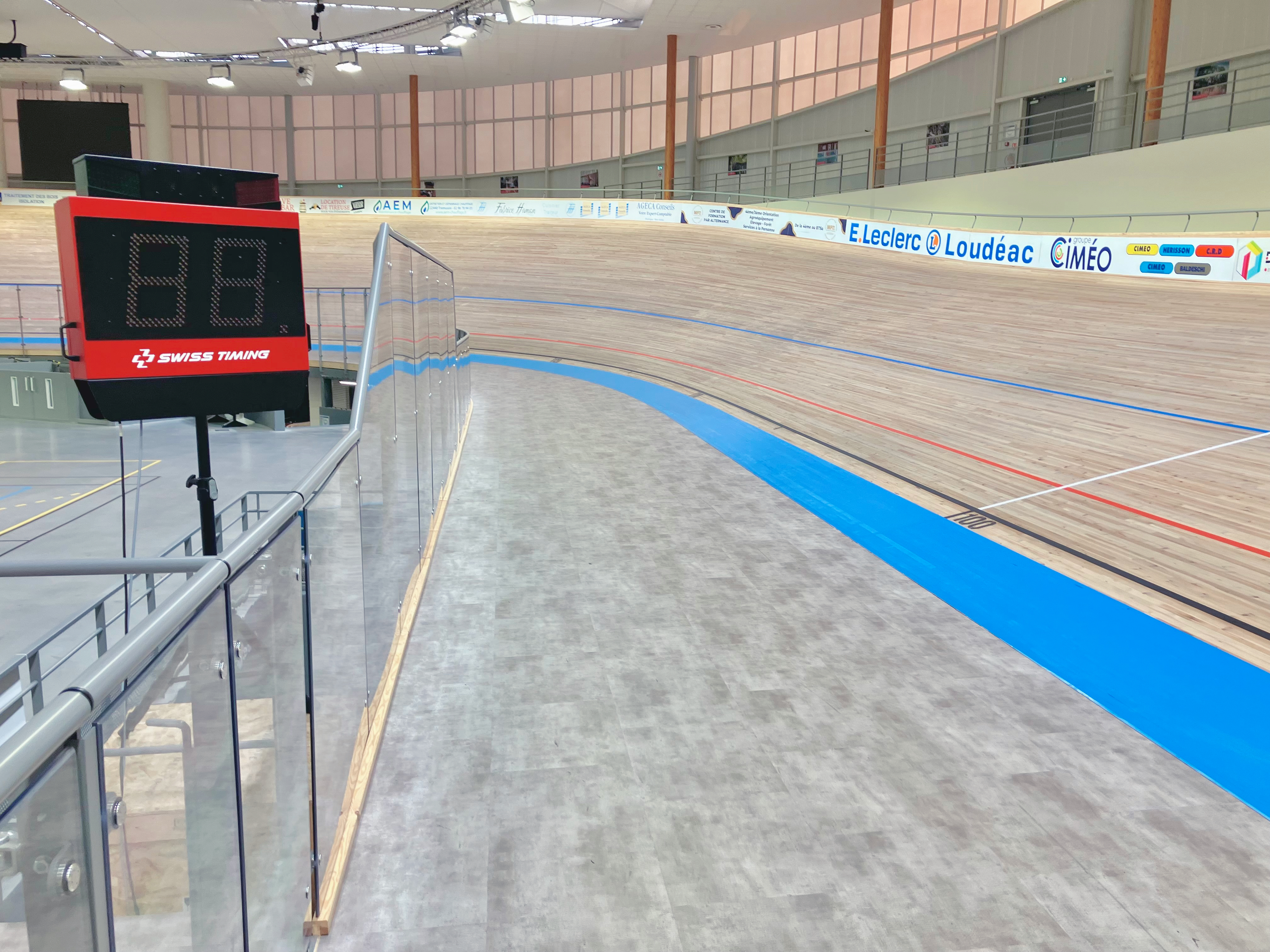
… et au Vélodrome de Bretagne à Loudéac.